# حوزه انتخابیه بیستم نیویورک
حوزه انتخابیه بیستم نیویورک یک حوزه انتخابیه مجلس نمایندگان آمریکا است که در ایالت نیویورک قرار دارد.